# Parroquia de Saint Mary (Antigua y Barbuda)
Saint Mary es una parroquia de Antigua y Barbuda en la isla de Antigua. La capital es Bolands, tiene una superficie 65 km², con una población de 5,303 habitantes según el censo de 2000.
- Datos: Q1999872
- Multimedia: Saint Mary Parish, Antigua and Barbuda / Q1999872